# Szabałyniw
Szabałyniw (ukr. Шабалинів) – wieś na Ukrainie, w obwodzie czernihowskim, w rejonie nowogrodzkim, w hromadzie Korop. W 2001 liczyła 1646 mieszkańców. W 2024 liczyła 922 mieszkańców.